# Shunkan Sentimental
Shunkan Sentimental (瞬間 センチメンタル?) è un singolo del gruppo musicale giapponese SCANDAL, il primo estratto dal secondo album in studio Temptation Box.

## La canzone
Shunkan Sentimental è un brano pop rock guidato soprattutto dalla voce di Haruna Ono, accompagnata dai cori di Tomomi Ogawa e Mami Sasazaki. Come dichiarato da Ono, il brano è la canzone che dà la scossa all'intero album, fatto che ha reso difficile la scelta su dove posizionare il brano all'interno del disco.

## Pubblicazione
All'interno del singolo sono presenti anche i brani Hoshi no Furu Yoru ni e Yumemiru Koro wo Sugitemo, quest'ultima è una cover della canzone dei Hillbilly Bops, nonché canzone di risposta del loro precedente singolo, Yumemiru Tsubasa, mentre la title track è stata usata come quarta sigla finale dell'anime Fullmetal Alchemist: Brotherhood.
Il singolo è stato commercializzato in due formati: una versione limitata con una copertina ispirata a Fullmetal Alchemist: Brotherhood e una bonus track, e una edizione normale con una copertina alternativa, un booklet, e un adesivo di Fullmetal Alchemist: Brotherhood. Il singolo ha raggiunto la settima posizione della classifica Oricon, vendendo 16 672 copie nella prima settimana, rimanendoci per tredici settimane, e vendendo 32 624 copie in totale. È stato certificato disco d'oro dalla RIAJ per aver venduto oltre 100 000 copie digitali nel mese di aprile 2010.

### Successo commerciale
Il singolo, uscito il 3 febbraio 2010, ha ottenuto un buon successo tra i download digitali, diventando disco d'oro, grazie ai più di 100.000 download effettuati. Il formato fisico del singolo ha riscosso meno successo, vendendo 16.672 nella prima settimana e classificandosi 7º nella Oricon Chart, debuttando al 17º posto della classifica Billboard Hot 100 e al 7º posto della Billboard Hot Singles.

## Video musicale
Il videoclip del brano, diretto da A.T., è stato registrato in un edificio abbandonato, dove il gruppo esegue la canzone. Per buona parte del video le ragazze suonano all'interno dell'edificio, con frequenti cambi di scena e primi piani dei volti delle ragazze. Saltuariamente la scena si sposta in un'altra ambientazione dove le ragazze suonano ognuna i propri strumenti, accennando passi di danza. Il video è inoltre caratterizzato da un ritmo frenetico dove trovano spazio numerosi effetti speciali, che vedono le sagome delle ragazze sfumare in nuvole di fuoco, o la chitarra di Mami emettere scintille incandescenti. Il video è privo di figuranti, e le sole protagoniste sono i membri della band.
Il look delle ragazze è quello caratteristico degli esordi: divise scolastiche tipiche delle scuole giapponesi abbinate a giubbotti in pelle rossi e Dr. Martens, il trucco è marcato solo negli occhi.
Il video è attualmente disponibile su YouTube sul canale VEVO ufficiale della band, pubblicato il 25 aprile 2012.

## Tracce
Edizione standard (ESCL-3381)
1. Shunkan Sentimental (瞬間センチメンタル?) – 3:45 (Haruna Ono, Tomomi Ogawa, Mami Sasazaki, Rina Suzuki, Yuichi Tajika, Natsumi Kobayashi)
2. Hoshi no Furu Yoru ni (星の降る夜に?) – 4:03 (Haruna Ono, Tomomi Ogawa, Mami Sasazaki, Rina Suzuki, Yuichi Tajika)
3. Yumemiru Koro wo Sugitemo (夢見る頃を過ぎて?) – 4:17 (Chiroru Yaho,	Sachio Kubota)
4. Shunkan Sentimental (Instrumental) – 3:46

Edizione limitata (ESCL-3380)
1. Shunkan Sentimental (瞬間センチメンタル?) – 3:45 (Haruna Ono, Tomomi Ogawa, Mami Sasazaki, Rina Suzuki, Yuichi Tajika, Natsumi Kobayashi)
2. Hoshi no Furu Yoru ni (星の降る夜に?) – 4:03 (Haruna Ono, Tomomi Ogawa, Mami Sasazaki, Rina Suzuki, Yuichi Tajika)
3. Yumemiru Koro wo Sugitemo (夢見る頃を過ぎて?) – 4:17 (Chiroru Yaho,	Sachio Kubota)
4. Shunkan Sentimental (Fullmetal Alchemist: Brotherhood ED ver.)) – 1:31 (Haruna Ono, Tomomi Ogawa, Mami Sasazaki, Rina Suzuki, Yuichi Tajika, Natsumi Kobayashi)
5. Shunkan Sentimental (Instrumental) – 3:46

## Classifiche
| Classifica (2010)                | Posizione massima |
| -------------------------------- | ----------------- |
| Giappone (Oricon)                | 7                 |
| Giappone (Billboard Japan)       | 17                |
| Giappone (Billboard Hot Singles) | 7                 |